# Боровской, Александр Иванович
Алекса́ндр Ива́нович Боровско́й (1 сентября 1933, Ленинградская область — 6 октября 2014, Санкт-Петербург) — советский организатор производства. Главный инженер Ленинградского объединения электронного приборостроения «Светлана» Министерства электронной промышленности СССР. Дважды лауреат Государственной премии СССР. Заслуженный работник промышленности СССР (1990).

## Биография
Родился 1 сентября 1933 года в деревне Исаево Волховского района Ленинградской области. 
Получил высшее образование. Вступил в КПСС. 1 сентября 1958 года пришёл на Ленинградский завод «Светлана» в городе Ленинград (с 1991 года — Санкт-Петербург), который в 1962 году был преобразован в Ленинградское объединение электронного приборостроения (ЛОЭП) «Светлана» (ныне — ПАО «Светлана»).
Пришел в полупроводниковое производство, которое только зарождалось и не только на «Светлане», но и вообще в стране. В течение многих лет был руководителем всего производства полупроводников, а затем и изделий микроэлектроники, которое достигало 50 процентов общего объема производства. В дальнейшем стал главным инженером ЛОЭП «Светлана» Министерства электронной промышленности СССР.
Указом Президиума Верховного Совета СССР от 10 марта 1981 года за успехи, достигнутые в выполнении заданий десятой пятилетки (1976—1980), награждён орденом Ленина.
Жил в Санкт-Петербурге. Умер 6 октября 2014 года.
Дважды лауреат Государственной премии СССР.
Заслуженный работник промышленности СССР (12.12.1990, знак № 22). 

## Награды
- орден Ленина (10.03.1981);
- орден Трудового Красного Знамени;
- орден «Знак Почёта»;
- медали.